# Норвешка на Светском првенству у атлетици на отвореном 2011.
Норвешка је на 13. Светском првенству у атлетици на отвореном 2011. одржаном у Тегу од 27. августа до 4. септембра, учествовала тринаести пут, односно учествовала је на свим првенствима до данас. Репрезентацију Норвешке представљало 13 такмичара (6 мушкараца и 7 жена) који су се такмичили у 14 дисциплина (7 мушких и 7 женских).,
На овом првенству Норвешка је по броју освојених медаља делила 24. место са једном освојеном медаљом (сребрна).
У табели успешности (према броју и пласману такмичара који су учествовали у финалним такмичењима (првих 8 такмичара) Норвешка је је са 3 учесника у финалу делила 20. место са 15 бодова.
| Плас. | Земља    | 1. место | 2. место | 3. место | 4. место | 5. место | 6. место | 7. место | 8. место | Бр. финал. | Бод. |
| ----- | -------- | -------- | -------- | -------- | -------- | -------- | -------- | -------- | -------- | ---------- | ---- |
| =20.  | Норвешка | 0        | 1        | 0        | 1        | 0        | 1        | 0        | 0        | 3          | 15   |

## Учесници
| Мушкарци: - Џејсума Сајди Ндуре — 100 м, 200 м - Уриге Бута — Маратон - Бјернар Устад Кристијансен — 3.000 м препреке - Тронд Нимарк — Ходање 50 км - Еивинд Хенриксен — Бацање кладива - Андреас Торкилдсен — Бацање копља | Жене: - Езине Окпараебо — 100 м - Ингвил Мокестад Бовим — 1.500 м - Stine Meland Tomb — 400 м препоне - Тоње Ангелсен — Скок увис - Катрин Ларсасен — Скок мотком - Мона Холм — Бацање кладива - Ида Маркусен — Седмобој |  |

## Резултати

### Мушкарци
| Атлетичар           | Дисциплина       | Лични рекорд        | Квалификаије | Квалификаије | Полуфинале | Полуфинале | Финале               | Финале       | Детаљи |
| Атлетичар           | Дисциплина       | Лични рекорд        | Резултат     | Место        | Резултат   | Место      | Резултат             | Место        | Детаљи |
| ------------------- | ---------------- | ------------------- | ------------ | ------------ | ---------- | ---------- | -------------------- | ------------ | ------ |
| Џејсума Сајди Ндуре | 100 м            | 9,99 НР             | 10,33 КВ     | 2. у гр. 7   | 10,21      | 5. у гр. 2 | Није се квалификовао | 12 / 71 (75) |        |
| Џејсума Сајди Ндуре | 200 м            | 19,89 (+1.3 м/с) НР | 20,65 КВ     | 1. у гр. 3   | 20,50 КВ   | 2. у гр. 2 | 19,95 ЛРС            | 4 / 53 (54)  |        |
| Уриге Бута          | Маратон          | 2:09:27             |              |              |            |            | 2:20:16              | 32 / 51 (67) |        |
| Синдре Бурос        | 3.000 м препреке | 8:16,75             | 8:39,85      | 11. у гр. 2  |            |            | Није се квалификовао | 29 / 34 (35) |        |
| Тронд Нимарк        | 50 км ходање     | 3:41:16             |              |              |            |            | 3:54:26 ЛРС          | 17 / 24 (45) |        |
| Еивинд Хенриксен    | Бацање кладива   | 74,59 НР            | 71,27        | 13. у гр. А  |            |            | Није се квалификовао | 24 / 35      |        |
| Андреас Торкилдсен  | Бацање копља     | 91,59 НР            | 81,83 кв     | 4. у гр. А   | 84,78      |            |                      |              |        |

### Жене
| Атлетичарка           | Дисциплина     | Лични рекорд | Квалификаије       | Квалификаије       | Полуфинале            | Полуфинале            | Финале                | Финале       | Детаљи |
| Атлетичарка           | Дисциплина     | Лични рекорд | Резултат           | Место              | Резултат              | Место                 | Резултат              | Место        | Детаљи |
| --------------------- | -------------- | ------------ | ------------------ | ------------------ | --------------------- | --------------------- | --------------------- | ------------ | ------ |
| Езине Окпараебо       | 100 м          | 11,23 НР     | 11,21 КВ, НР       | 3. у гр. 2         | 11,48                 | 4. у гр. 1            | Није се квалификовала | 13 / 71 (73) |        |
| Ингвил Мокестад Бовим | 1.500 м        | 4:02,20      | 4:08,26 кв         | 8. у гр. 3         | 4:08,26 КВ            | 4. у гр. 2            | 4:06,85               | 6 / 35       |        |
| Stine Meland Tomb     | 400 м препоне  | 56,38        | 57,51              | 6. у гр. 4         | Није се квалификовала | Није се квалификовала | Није се квалификовала | 31 / 38      |        |
| Тоње Ангелсен         | Скок увис      | 1,92         | 1,85               | 11. у гр. А        |                       |                       | Није се квалификовала | 21 / 27 (29) |        |
| Катрин Ларсасен       | Скок мотком    | 4,40 НР      | Без исправог скока | Без исправог скока | Није се квалификовала | Није се квалификовала |                       |              |        |
| Мона Холм             | Бацање кладива | 70,43 НР     | 67,16              | 12. у гр. Б        | Није се квалификовала | 19 / 29 (30)          |                       |              |        |

#### Седмобој
| Дисциплина    | Ида Маркусен | Ида Маркусен | Ида Маркусен | Ида Маркусен | Ида Маркусен | Ида Маркусен |
| Дисциплина    | Лич. рек.    | Резултат     | Бод.         | Плас.        | Укупно       | Плас.        |
| ------------- | ------------ | ------------ | ------------ | ------------ | ------------ | ------------ |
| 100 м препоне | 14,07        | 13,96 ЛР     | 984          | 23.          | 984          | 23.          |
| Скок увис     | 1,74         | 1,71         | 867          | 23.          | 1.851        | 26.          |
| Бацање кугле  | 13,96        | 12,81        | 715          | 18.          | 2.566        | 27.          |
| 200 м         | 24,57        | 25,74        | 820          | 23.          | 3.386        | 26.          |
| Скок удаљ     | 6,47         | 5,88         | 813          | 23.          | 4.199        | 25.          |
| Бацање копља  | 52,95        | 44,90        | 762          | 10.          | 4.961        | 24.          |
| 800 м         | 2:11,02      | 2:11,01 ЛР   | 950          | 5.           | 5.911        | 18.          |
| Седмобој      | 6.226 НР     |              |              |              | 5.911        | 18 / 24 (28) |